# 丘茂中
丘茂中（1485年—？），字子時，福建興化府莆田縣人，軍籍，明朝政治人物、書法家。

## 生平
正德十一年（1516年）福建舉人。正德十六年（1521年）登第二甲第六十二名進士。授工部主事，驻高邮州，分理济宁以南河道，疏浚黄河。历江西布政司右参议，嘉靖十六年（1537年）七月升云南按察司副使，二十五年官河南右參政，官至河南右布政使。

## 家族
曾祖丘文璣，贈監察御史；祖父丘山，曾任按察副使；父丘守洪，母陳氏。
从侄丘泰，曾孙丘秉文。